# Acontia jaliscana
Acontia jaliscana là một loài bướm đêm trong họ Noctuidae.